# Stenolpium insulanum
Espèce
Stenolpium insulanum est une espèce de pseudoscorpions de la famille des Hesperolpiidae.

## Distribution
Cette espèce est endémique des îles Galápagos en Équateur.

## Description
Le mâle holotype mesure 3 mm.
Les mâles mesurent de 2,4 à 2,6 mm et les femelles de 2,2 à 3,6 mm.

## Publication originale
- Beier, 1978 : Pseudoskorpione von den Galapagos-Inseln. Annalen des Naturhistorischen Museums in Wien, vol. 81, p. 533–547 (texte intégral).